# Phasicnecus bipunctatus
Phasicnecus bipunctatus är en fjärilsart som beskrevs av Aurivillius 1909. Phasicnecus bipunctatus ingår i släktet Phasicnecus och familjen Eupterotidae. Inga underarter finns listade i Catalogue of Life.